# Danh sách giải thưởng và đề cử của Jake Gyllenhaal
Jake Gyllenhaal là một nam diễn viên người Mỹ đã gặt hái được nhiều giải thưởng và đề cử trong suốt sự nghiệp của mình, trong đó có một Giải thưởng Điện ảnh Viện Hàn lâm Anh Quốc (giải BAFTA) dành cho vai Jack Twist trong tác phẩm lãng mạn Chuyện tình sau núi (2005) của đạo diễn Lý An. Anh cũng nhận về một đề cử giải Oscar, hai giải BAFTA, hai giải Quả cầu vàng và ba giải Tony.
Khởi đầu sự nghiệp diễn xuất với City Slickers (1991), Gyllenhaal nhận được đề cử giải thưởng điện ảnh đầu tiên dành cho vai kỹ sư NASA Homer Hickam trong bộ phim tiểu sử October Sky (1999). Diễn xuất của anh trong vai Donnie Darko trong tác phẩm cùng tên năm 2001 giúp anh giành giải Young Hollywood Award và một đề cử giải Tinh thần độc lập cho nam diễn viên chính xuất sắc nhất. Vai diễn của Gyllenhaal đóng chung với Heath Ledger trong Chuyện tình sau núi nhận được nhiều khen ngợi từ giới phê bình. Cùng với giải BAFTA cho nam diễn viên phụ xuất sắc nhất và giải Điện ảnh của MTV cho Diễn xuất xuất sắc nhất, anh còn mang về đề cử ở hạng mục Nam diễn viên phụ xuất sắc nhất tại giải Oscar lần thứ 78, giải Lựa chọn của giới phê bình điện ảnh lần thứ 11, giải Satellite lần thứ 10 và giải thưởng của Nghiệp đoàn Diễn viên Màn ảnh lần thứ 12. Năm 2010, anh góp mặt trong bộ phim hài chính kịch lãng mạn Love & Other Drugs, qua đó được đề cử Nam diễn viên chính xuất sắc nhất tại giải Quả cầu vàng lần thứ 68 và giải Satellite lần thứ 15.
Gyllenhaal tiếp tục nhận nhiều giải thưởng và đề cử điện ảnh dành cho diễn xuất trong Kẻ săn tin đen (2014), tại đây anh thủ vai một nhà báo chuyên ghi lại các vụ án bạo lực lúc đêm muộn ở Los Angeles và bán lại những đoạn phim của mình cho truyền thông. Anh được trao giải Nam diễn viên chính xuất sắc nhất từ một số hiệp hội phê bình điện ảnh cấp khu vực, đồng thời được đề cử hạng mục Nam diễn viên chính xuất sắc nhất tại giải BAFTA lần thứ 68, giải Lựa chọn của giới phê bình điện ảnh lần thứ 20, giải Quả cầu vàng lần thứ 72 cũng như giải Nghiệp đoàn Diễn viên Màn ảnh lần thứ 21. Năm 2016, anh tham gia phim Nocturnal Animals và nhận thêm một đề cử giải BAFTA cho nam diễn viên chính xuất sắc nhất. Vai diễn nhân vật Jeff Bauman, nạn nhân sống sót vụ nổ bom Marathon Boston, trong Stronger (2017) đã mang về cho anh giải Nam diễn viên chính tại Giải thưởng điện ảnh Hollywood, cùng với đề cử Nam diễn viên chính xuất sắc nhất tại giải Lựa chọn của giới phê bình điện ảnh lần thứ 23 và giải Satellite lần thứ 22.
Gyllenhaal có vai diễn sân khấu đầu tay trong bản làm lại vở kịch This Is Our Youth của Kenneth Lonergan tại Luân Đôn năm 2002, giành Giải thưởng Sân khấu Evening Standard ở hạng mục Diễn viên mới xuất sắc. Với diễn xuất trong vở Sea Wall/A Life tại Broadway, anh được đề cử Nam diễn viên chính xuất sắc nhất thể loại kịch tại giải Tony lần thứ 74.

## Giải thưởng và đề cử
| Giải thưởng                                                | Năm  | Tác phẩm                           | Hạng mục                                                     | Kết quả   | Nguồn  |
| ---------------------------------------------------------- | ---- | ---------------------------------- | ------------------------------------------------------------ | --------- | ------ |
| Giải AATCA                                                 | 2015 | Kẻ săn tin đen                     | Nam diễn viên chính xuất sắc nhất                            | Đề cử     | [ 7 ]  |
| Giải Oscar                                                 | 2006 | Chuyện tình sau núi                | Nam diễn viên phụ xuất sắc nhất                              | Đề cử     | [ 8 ]  |
| Giải Liên minh các nữ nhà báo hoạt động về điện ảnh        | 2014 | Kẻ săn tin đen                     | Nam diễn viên chính xuất sắc nhất                            | Đề cử     | [ 9 ]  |
| Giải của Hiệp hội phê bình phim Austin                     | 2014 | Kẻ săn tin đen                     | Nam diễn viên chính xuất sắc nhất                            | Đoạt giải | [ 10 ] |
| Giải thưởng Điện ảnh Viện Hàn lâm Anh Quốc                 | 2006 | Chuyện tình sau núi                | Nam diễn viên phụ xuất sắc nhất                              | Đoạt giải | [ 11 ] |
| Giải thưởng Điện ảnh Viện Hàn lâm Anh Quốc                 | 2015 | Kẻ săn tin đen                     | Nam diễn viên chính xuất sắc nhất                            | Đề cử     | [ 12 ] |
| Giải thưởng Điện ảnh Viện Hàn lâm Anh Quốc                 | 2017 | Nocturnal Animals                  | Nam diễn viên chính xuất sắc nhất                            | Đề cử     | [ 13 ] |
| Giải thưởng màn ảnh Canada                                 | 2014 | Enemy                              | Nam diễn viên chính xuất sắc nhất                            | Đề cử     | [ 14 ] |
| Giải của Hiệp hội phê bình phim Chicago                    | 2006 | Chuyện tình sau núi                | Nam diễn viên phụ xuất sắc nhất                              | Đề cử     | [ 15 ] |
| Giải của Hiệp hội phê bình phim Chicago                    | 2014 | Kẻ săn tin đen                     | Nam diễn viên chính xuất sắc nhất                            | Đề cử     | [ 16 ] |
| Giải Chlotrudis                                            | 2003 | Donnie Darko                       | Nam diễn viên chính xuất sắc nhất                            | Đoạt giải | [ 17 ] |
| Giải Lựa chọn của giới phê bình điện ảnh                   | 2006 | Chuyện tình sau núi                | Nam diễn viên phụ xuất sắc nhất                              | Đề cử     | [ 18 ] |
| Giải Lựa chọn của giới phê bình điện ảnh                   | 2013 | End of Watch                       | Nam diễn viên chính phim hành động xuất sắc nhất             | Đề cử     | [ 19 ] |
| Giải Lựa chọn của giới phê bình điện ảnh                   | 2015 | Kẻ săn tin đen                     | Nam diễn viên chính xuất sắc nhất                            | Đề cử     | [ 20 ] |
| Giải Lựa chọn của giới phê bình điện ảnh                   | 2018 | Stronger                           | Nam diễn viên chính xuất sắc nhất                            | Đề cử     | [ 21 ] |
| Giải của Hiệp hội phê bình phim Dallas–Fort Worth          | 2005 | Chuyện tình sau núi                | Nam diễn viên phụ xuất sắc nhất                              | Hạng 3    | [ 22 ] |
| Giải của Hiệp hội phê bình phim Dallas–Fort Worth          | 2014 | Kẻ săn tin đen                     | Nam diễn viên chính xuất sắc nhất                            | Hạng 4    | [ 23 ] |
| Giải của Hiệp hội phê bình phim Detroit                    | 2014 | Kẻ săn tin đen                     | Nam diễn viên chính xuất sắc nhất                            | Đề cử     | [ 24 ] |
| Giải Dorian                                                | 2015 | Kẻ săn tin đen                     | Vai diễn điện ảnh xuất sắc nhất – Nam diễn viên              | Đề cử     | [ 25 ] |
| Giải thưởng Liên hoan phim quốc tế Dubai                   | 2015 | —                                  | Ngôi sao quốc tế của năm                                     | Đoạt giải | [ 26 ] |
| Giải của Hội phê bình phim Dublin                          | 2014 | Kẻ săn tin đen                     | Nam diễn viên chính xuất sắc nhất                            | Đoạt giải | [ 27 ] |
| Giải thưởng Sân khấu Evening Standard                      | 2002 | This Is Our Youth                  | Diễn viên mới xuất sắc                                       | Đoạt giải | [ 28 ] |
| Giải Fangoria Chainsaw                                     | 2015 | Enemy                              | Nam diễn viên chính xuất sắc nhất                            | Đề cử     | [ 29 ] |
| Giải của Hiệp hội phê bình phim Florida                    | 2014 | Kẻ săn tin đen                     | Nam diễn viên chính xuất sắc nhất                            | Á quân    | [ 30 ] |
| Giải của Hiệp hội phê bình phim Georgia                    | 2014 | Kẻ săn tin đen                     | Nam diễn viên chính xuất sắc nhất                            | Đoạt giải | [ 31 ] |
| Giải Quả cầu vàng                                          | 2011 | Love & Other Drugs                 | Nam diễn viên phim ca nhạc hoặc phim hài xuất sắc nhất       | Đề cử     | [ 32 ] |
| Giải Quả cầu vàng                                          | 2015 | Kẻ săn tin đen                     | Nam diễn viên phim chính kịch xuất sắc nhất                  | Đề cử     | [ 33 ] |
| Giải Gotham                                                | 2005 | Chuyện tình sau núi                | Dàn diễn viên xuất sắc nhất                                  | Đề cử     | [ 34 ] |
| Giải Gotham                                                | 2021 | Relic                              | Phim xuất sắc nhất                                           | Đề cử     | [ 35 ] |
| Giải thưởng điện ảnh Hollywood                             | 2005 | Jarhead                            | Nam diễn viên đột phá                                        | Đoạt giải | [ 36 ] |
| Giải thưởng điện ảnh Hollywood                             | 2013 | Lần theo dấu vết                   | Nam diễn viên phụ                                            | Đoạt giải | [ 37 ] |
| Giải thưởng điện ảnh Hollywood                             | 2017 | Stronger                           | Nam diễn viên chính                                          | Đoạt giải | [ 38 ] |
| Giải của Hội phê bình phim Houston                         | 2015 | Kẻ săn tin đen                     | Nam diễn viên chính xuất sắc nhất                            | Đoạt giải | [ 39 ] |
| Giải của Hội phê bình phim Houston                         | 2017 | Nocturnal Animals                  | Nam diễn viên chính xuất sắc nhất                            | Đề cử     | [ 40 ] |
| Giải thưởng Học viện Điện ảnh và Truyền hình Ireland       | 2004 | The Day After Tomorrow             | Nam diễn viên quốc tế xuất sắc nhất                          | Đề cử     | [ 41 ] |
| Giải thưởng Học viện Điện ảnh và Truyền hình Ireland       | 2015 | Kẻ săn tin đen                     | Nam diễn viên quốc tế xuất sắc nhất                          | Đề cử     | [ 42 ] |
| Giải Tinh thần độc lập                                     | 2002 | Donnie Darko                       | Nam diễn viên chính xuất sắc nhất                            | Đề cử     | [ 43 ] |
| Giải Tinh thần độc lập                                     | 2015 | Kẻ săn tin đen                     | Phim đầu tay hay nhất                                        | Đoạt giải | [ 44 ] |
| Giải Tinh thần độc lập                                     | 2015 | Kẻ săn tin đen                     | Nam diễn viên chính xuất sắc nhất                            | Đề cử     | [ 44 ] |
| Giải Tinh thần độc lập                                     | 2019 | Wildlife                           | Phim đầu tay hay nhất                                        | Đề cử     | [ 45 ] |
| Giải Bình chọn của Hiệp hội phê bình phim IndieWire        | 2014 | Kẻ săn tin đen                     | Nam diễn viên chính xuất sắc nhất                            | Á quân    | [ 46 ] |
| Giải của Hiệp hội quốc tế Cinephile                        | 2006 | Chuyện tình sau núi                | Nam diễn viên phụ xuất sắc nhất                              | Đoạt giải | [ 47 ] |
| Giải của Hiệp hội quốc tế Cinephile                        | 2015 | Kẻ săn tin đen                     | Nam diễn viên chính xuất sắc nhất                            | Đề cử     | [ 48 ] |
| Giải Sao Mộc                                               | 2016 | Southpaw                           | Nam diễn viên quốc tế xuất sắc nhất                          | Đề cử     | [ 49 ] |
| Giải của Hội phê bình phim Luân Đôn                        | 2015 | Kẻ săn tin đen                     | Nam diễn viên của năm                                        | Đề cử     | [ 50 ] |
| Giải của Hội phê bình phim Luân Đôn                        | 2017 | Nocturnal Animals                  | Nam diễn viên của năm                                        | Đề cử     | [ 51 ] |
| Giải Điện ảnh và Truyền hình của MTV                       | 2006 | Chuyện tình sau núi                | Diễn xuất xuất sắc nhất                                      | Đoạt giải | [ 52 ] |
| Giải Điện ảnh và Truyền hình của MTV                       | 2006 | Chuyện tình sau núi                | Màn khóa môi xuất sắc nhất                                   | Đoạt giải | [ 52 ] |
| Giải thưởng Nghệ thuật Quốc gia                            | 2006 | —                                  | Nghệ sĩ trẻ xuất sắc                                         | Đoạt giải | [ 53 ] |
| Giải Ủy ban Quốc gia về Phê bình Điện ảnh                  | 2006 | Chuyện tình sau núi                | Nam diễn viên phụ xuất sắc nhất                              | Đoạt giải | [ 54 ] |
| Giải Ủy ban Quốc gia về Phê bình Điện ảnh                  | 2013 | Lần theo dấu vết                   | Dàn diễn viên xuất sắc nhất                                  | Đoạt giải | [ 55 ] |
| Giải của Hiệp hội phê bình phim trực tuyến                 | 2006 | Chuyện tình sau núi                | Nam diễn viên phụ xuất sắc nhất                              | Đề cử     | [ 56 ] |
| Giải của Hiệp hội phê bình phim trực tuyến                 | 2014 | Kẻ săn tin đen                     | Nam diễn viên chính xuất sắc nhất                            | Đề cử     | [ 57 ] |
| Giải thưởng Liên hoan phim quốc tế Palm Springs            | 2005 | Chuyện tình sau núi                | Giải thưởng diễn viên                                        | Đoạt giải | [ 58 ] |
| Giải People's Choice                                       | 2011 | —                                  | Ngôi sao hành động được yêu thích nhất                       | Đề cử     | [ 59 ] |
| Giải People's Choice                                       | 2013 | —                                  | Nam diễn viên phim chính kịch được yêu thích nhất            | Đề cử     | [ 60 ] |
| Giải của Hiệp hội phê bình phim San Diego                  | 2005 | Jarhead                            | Giải Đặc biệt                                                | Đoạt giải | [ 61 ] |
| Giải của Hiệp hội phê bình phim San Diego                  | 2014 | Kẻ săn tin đen                     | Nam diễn viên chính xuất sắc nhất                            | Đoạt giải | [ 62 ] |
| Giải của Hiệp hội phê bình phim San Diego                  | 2016 | Nocturnal Animals                  | Nam diễn viên chính xuất sắc nhất                            | Đề cử     | [ 63 ] |
| Giải của Hiệp hội phê bình phim khu vực vịnh San Francisco | 2014 | Kẻ săn tin đen                     | Nam diễn viên chính xuất sắc nhất                            | Đề cử     | [ 64 ] |
| Giải Satellite                                             | 2003 | The Good Girl                      | Nam diễn viên phụ phim ca nhạc hoặc phim hài xuất sắc nhất   | Đề cử     | [ 65 ] |
| Giải Satellite                                             | 2005 | Chuyện tình sau núi                | Nam diễn viên phụ phim chính kịch xuất sắc nhất              | Đề cử     | [ 66 ] |
| Giải Satellite                                             | 2005 | Jarhead                            | Nam diễn viên chính phim chính kịch xuất sắc nhất            | Đề cử     | [ 66 ] |
| Giải Satellite                                             | 2010 | Love & Other Drugs                 | Nam diễn viên chính phim ca nhạc hoặc phim hài xuất sắc nhất | Đề cử     | [ 67 ] |
| Giải Satellite                                             | 2014 | Lần theo dấu vết                   | Nam diễn viên phụ phim điện ảnh xuất sắc nhất                | Đề cử     | [ 68 ] |
| Giải Satellite                                             | 2015 | Kẻ săn tin đen                     | Nam diễn viên chính phim điện ảnh xuất sắc nhất              | Đề cử     | [ 69 ] |
| Giải Satellite                                             | 2018 | Stronger                           | Nam diễn viên chính phim điện ảnh xuất sắc nhất              | Đề cử     | [ 70 ] |
| Giải Sao Thổ                                               | 2015 | Kẻ săn tin đen                     | Nam diễn viên chính xuất sắc nhất                            | Đề cử     | [ 71 ] |
| Giải Tiếng thét                                            | 2011 | Mật mã gốc                         | Nam diễn viên chính phim khoa học viễn tưởng xuất sắc nhất   | Đề cử     | [ 72 ] |
| Giải thưởng của Nghiệp đoàn Diễn viên Màn ảnh              | 2006 | Chuyện tình sau núi                | Nam diễn viên phụ xuất sắc nhất                              | Đề cử     | [ 73 ] |
| Giải thưởng của Nghiệp đoàn Diễn viên Màn ảnh              | 2006 | Chuyện tình sau núi                | Dàn diễn viên điện ảnh xuất sắc nhất                         | Đề cử     | [ 73 ] |
| Giải thưởng của Nghiệp đoàn Diễn viên Màn ảnh              | 2015 | Kẻ săn tin đen                     | Nam diễn viên chính xuất sắc nhất                            | Đề cử     | [ 74 ] |
| Giải của Hiệp hội phê bình phim St. Louis                  | 2014 | Kẻ săn tin đen                     | Nam diễn viên chính xuất sắc nhất                            | Đoạt giải | [ 75 ] |
| Giải Teen Choice                                           | 1999 | October Sky                        | Lựa chọn: Vai diễn điện ảnh đột phá                          | Đề cử     | [ 76 ] |
| Giải Teen Choice                                           | 2003 | The Good Girl                      | Lựa chọn: Màn khóa môi xuất sắc                              | Đề cử     | [ 77 ] |
| Giải Teen Choice                                           | 2003 | The Good Girl                      | Lựa chọn: Ngôi sao nam đột phá                               | Đề cử     | [ 77 ] |
| Giải Teen Choice                                           | 2007 | Zodiac                             | Lựa chọn: Nam diễn viên phim kinh dị hoặc giật gân           | Đề cử     | [ 78 ] |
| Giải Teen Choice                                           | 2008 | Rendition                          | Lựa chọn: Nam diễn viên phim chính kịch                      | Đề cử     | [ 79 ] |
| Giải Teen Choice                                           | 2010 | Brothers                           | Lựa chọn: Nam diễn viên phim chính kịch                      | Đề cử     | [ 80 ] |
| Giải Teen Choice                                           | 2010 | Hoàng tử Ba Tư: Dòng cát thời gian | Lựa chọn: Nam diễn viên phim kỳ ảo                           | Đề cử     | [ 80 ] |
| Giải Tony                                                  | 2021 | Sea Wall/A Life                    | Nam diễn viên chính xuất sắc nhất thể loại kịch              | Đề cử     | [ 81 ] |
| Giải Tony                                                  | 2021 | Sea Wall/A Life                    | Vở kịch xuất sắc nhất (với vai trò nhà sản xuất)             | Đề cử     | [ 81 ] |
| Giải Tony                                                  | 2021 | Slave Play                         | Vở kịch xuất sắc nhất (với vai trò nhà sản xuất)             | Đề cử     | [ 81 ] |
| Giải của Hiệp hội phê bình phim Toronto                    | 2014 | Kẻ săn tin đen                     | Nam diễn viên chính xuất sắc nhất                            | Á quân    | [ 82 ] |
| Giải của Hiệp hội phê bình phim Vancouver                  | 2015 | Enemy                              | Nam diễn viên phim Canada xuất sắc nhất                      | Đề cử     | [ 83 ] |
| Giải của Hiệp hội phê bình phim Vancouver                  | 2015 | Kẻ săn tin đen                     | Nam diễn viên chính xuất sắc nhất                            | Đoạt giải | [ 84 ] |
| Giải Bình chọn phim Village Voice                          | 2014 | Kẻ săn tin đen                     | Nam diễn viên chính xuất sắc nhất                            | Đoạt giải | [ 85 ] |
| Giải Nghệ sĩ Trẻ                                           | 2000 | October Sky                        | Nam diễn viên trẻ xuất sắc nhất                              | Đề cử     | [ 86 ] |
| Giải Gương mặt trẻ Hollywood                               | 2002 | Donnie Darko                       | Nam diễn viên có diễn xuất đột phá                           | Đoạt giải | [ 87 ] |
| Giải YoungStar                                             | 1999 | October Sky                        | Diễn xuất xuất sắc nhất của diễn viên trẻ phim chính kịch    | Đề cử     | [ 88 ] |
| Liên hoan phim Zurich                                      | 2017 | —                                  | Giải Mắt vàng                                                | Đoạt giải | [ 89 ] |